# Näbbdjur

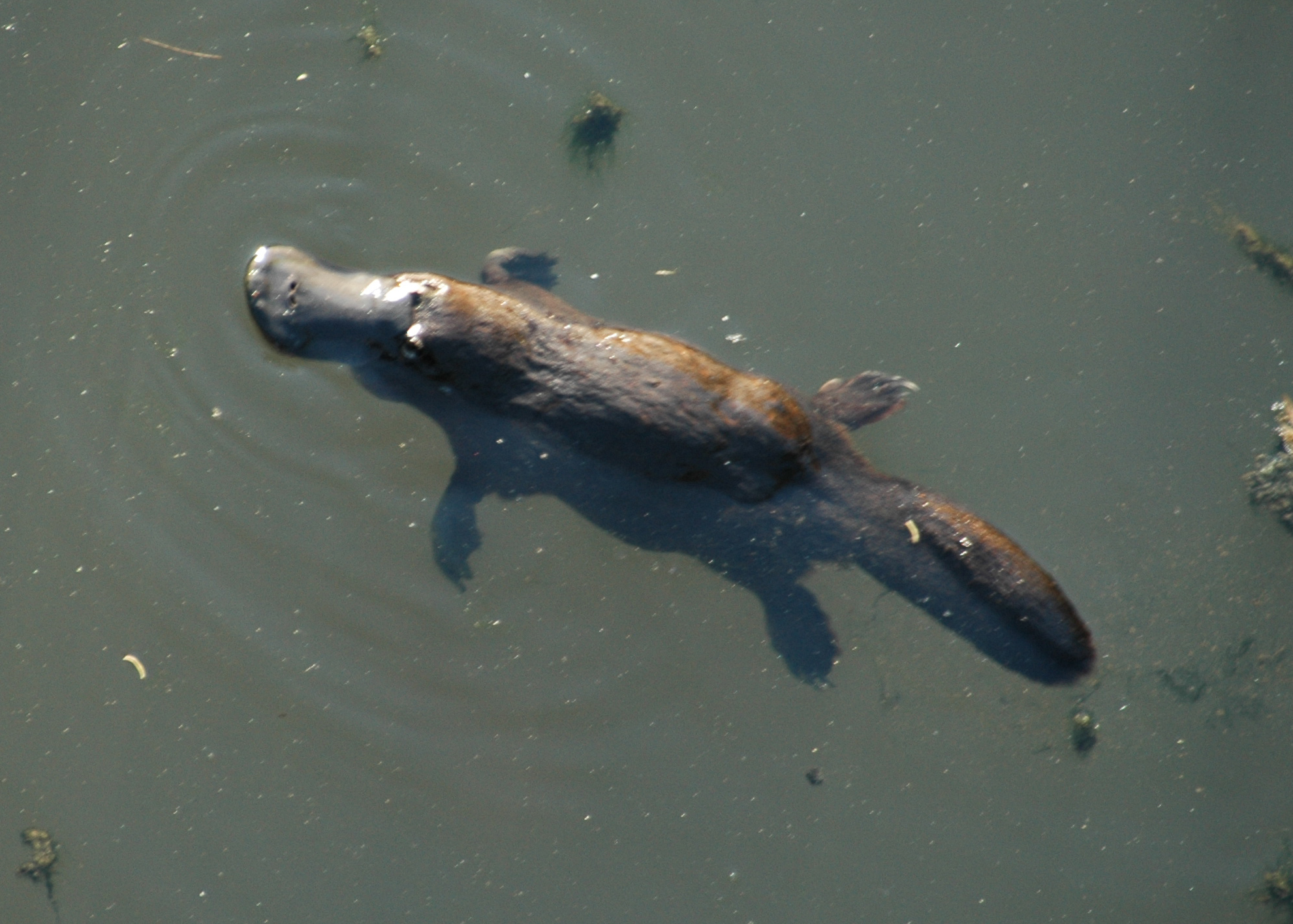
Näbbdjur i Broken River, Queensland, Australien.

Näbbdjur (Ornithorhynchus anatinus) är ett litet äggläggande däggdjur som lever i Australien. Det ser ut som en utter med bäversvans, men dessutom med en näbb. Arten tillhör ordningen kloakdjur, där näbbdjuret tillsammans med familjen myrpiggsvin utgör de enda medlemmarna. Näbbdjuret har främst ryggradslösa djur som föda som maskar och kräftdjur som kompletteras med fiskrom och småfiskar. Det jagas av introducerade fiender och påverkas av landskapsförändringar.
Det vetenskapliga namnet är bildat av de grekiska orden ornis (fågel) och rhunkhos (näbb). Artepitet anatinus är latin med betydelse "liknar en anka".

## Utseende
Näbbdjuret är ungefär 46 (39 till 60) centimeter långt, inklusive en svans på 12 centimeter. De väger mellan 0,8 och 2,5 kilogram med en genomsnittlig vikt på 1,52 kilogram. Hanen är större än honan.
Kroppen är tillplattad och benen mycket korta. Skelettstrukturen är mer lik den hos kräldjur än den hos andra däggdjur. Fötterna har fem tår och händernas fem fingrar är förenade med simhud. På de främre fötterna sträcker sig simhuden förbi klorna. Alla tår är korta, starka och lämpade för grävning. Bakbenen är korta, bakåtriktade och försedda med längre klor som räcker ut förbi simhuden. Hannen har en giftsporre på vardera bakbenet, som tros användas som försvar, främst mot andra aggressiva hannar under parningssäsongen, men även mot rovdjur. Giftet har en ovanlig molekylär sammansättning och är starkt nog för att döda mindre däggdjur (dock inte andra näbbdjur). Hos människan orsakar giftet en intensiv kronisk smärta som kan vara i flera månader. Svansen är platt, bred och bevuxen med långa hår, som är mycket glesa eller saknas helt på undersidan. Den är något lik en bävers. Huvudet är ganska platt, litet och försett med en bred näbb, som liknar ändernas.
Förekomsten av en näbb skiljer det från alla andra däggdjur. Båda käkarna är nämligen utdragna och i hela sin längd klädda med en hornartad hud som fortsätter bakåt i ett egendomligt, sköldlikt veck (som skyddar ögonen vid grävning i jorden) och hos det gamla djuret bär hornskivor. Det unga djuret har däremot mjölktänder vid kinden, två på varje sida i överkäken och tre i underkäken, vilka så småningom blir avnötta och faller ut innan ungdjuret lämnar boet. I stället för tänderna bildas sedan de omnämnda hornskivorna. Artens diploida kromosomuppsättning består av 52 kromosomer (2n=52).
Näbbens taktila känsel är högt utvecklad och den kan uppfatta elektriska fält som uppstår vid bytesdjurens muskelrörelser.
Näsborrarna ligger på ovansidan av näbben, nära dess spets. Ögonen sitter högt uppe på huvudet och öronöppningarna, som kan tillslutas, ligger nära bakre ögonvinkeln. Tungan är köttig och försedd med hornartade tänder. På grund av detta bildar näbben en silapparat för att ur vattnet avskilja sådant som är ätbart och gömma det i de rymliga kindpåsarna, som sträcker sig längs med huvudets sidor. Fällen är brun och utgörs av en mjuk, tjock och vattentät bottenull, ur vilken täta, grova stickelhår skjuter fram. Näst efter uttern sägs näbbdjuret ha den tätaste pälsen av alla djur, med cirka 900 hårstrån per kvadratmillimeter. Näbbdjurs päls är självlysande och skimrar blått om den belyses med UV-strålning, en egenskap den delar med endast ett fåtal andra däggdjur, till exempel flygande ekorrar. Näbbdjuret klarar att simma i både ljummet och kallt vatten (ner till nollpunkten), och upprätthåller en konstant kroppstemperatur på 31–32 grader Celsius.

## Utbredning
Arten förekommer i östra Australien i ett brett band längs kusten i Queensland, New South Wales och Victoria. Den hittas även på Tasmanien, på Kangaroo Island och den når gränsområden i South Australia. Näbbdjuret vistas i vattendrag, insjöar och laguner. Vattenansamlingarna kan ligga i tropiska skogar och i klippiga bergstrakter med snöfall under vintern. Utbredningsområdets storlek förändrade sig endast lite sedan européernas ankomst till kontinenten.

## Ekologi
Näbbdjuret fäller ut simhuden mellan tårna när det simmar, och styr med svansen. Ögonen är stängda under vattnet, och bytet söks på flodbottnen med hjälp av trycksensorer och elektriska receptorer i näbben. Födan består av småkryp, företrädesvis mindre ryggradslösa djur som maskar och räkor, samt i mindre mått av fiskägg och småfiskar. Arten dyker vanligen 30 till 140 sekunder per tillfälle och bytesdjuren samlas i kindpåsarna. De äts senare medan näbbdjuret simmar på vattenytan. Jakten sker oftast i vattendrag som flyter med 0,4 meter per sekund eller långsammare. Vid behov kan arten simma mot ett flöde av en meter per sekund. Den når vanligen en simhastighet av 1,45 km/h och ibland 3,6 km/h. Näbbdjur dyker allmänt 75 gånger per timme. Arten stannar vid varje dykning 30 till 240 sekunder under vattenytan. Näbbdjuret äter normalt ett par hundra gram sådana invertebrater dagligen, motsvarande cirka 20 procent av dess kroppsvikt.
Näbbdjuret bor i jordhålor längs åarna i östra Australien (inklusive Tasmanien). Boet grävs själv med hjälp av klorna. Ibland skapar honor 20 till 30 meter långa gångar med en kammare vid slutet. Arten håller ingen dvala.
Normalt sover näbbdjuret på dagen och är vaket på natten samt under gryningen och skymningen, men undantag förekommer ofta. Aktivitetstiderna varierar beroende på vattnets temperatur, dagarnas längd, tillgång till föda och störningar från människor. Rörligheten på land är inte väl utvecklad. Näbbdjuret gör där av med cirka 30 procent mer energi än andra lika stora däggdjur. Arten letar vanligen 12 timmar per dygn efter föda och kan vara aktiva i 30 timmar utan längre paus. Den dyker oftast i grunda vatten och når sällan ett djup av 10 meter eller i undantagsfall 30 meter.
Flera vuxna näbbdjur kan vistas samtidigt i samma vattensamling, men de har ingen kontakt med varandra när honan inte är brunstig. Exemplar i fångenskap ger ifrån sig ett morrande läte efter störningar. Hannarnas revir överlappar sällan med varandra. Däremot delar en hanne några avsnitt av sitt territorium med en till två (sällan fler) honor. Ibland simmar de 10 km under ett dygn. Deras revir är i allmänhet mellan 200 meter och 7 km lång.
Näbbdjuret plågas av olika parasiter. Dessutom förekommer en fästing, Ixodes ornithorhynchi, som är specialiserad på arten. Den är vanligast på djurets bakfötter och hittas även vid framfötterna samt i pälsen. Arten jagas av introducerade djur som rödräven och tamkatten samt av ormar och rovlevande fåglar. Ungar kan möjligtvis falla offer för ålar.

### Fortplantning
Näbbdjuret är ett av de få däggdjur som lägger ägg. Det lägger vanligtvis två ägg, och dessa har mjukt skal. Näbbdjuret värmer äggen tills de kläcks efter upp till två veckor. Äggläggningen sker allmänt 27 dagar efter parningen. Jordhålan där äggläggningen äger rum grävs av honan och fodras med fuktiga blad. Boets ingång stängs sedan med en jordpropp. Näbbdjuret har även tio könskromosomer, vilket är ovanligt många.
För parningen finns särskilda årstider som beror på populationens utbredningsområde. När ungarna kläckts slickar de mjölk från mammans hud (näbbdjuret har mjölkkörtlar men saknar spenar) i 4–5 månader, och lämnar så småningom mamman. Vid mjölkkörtlarna finns speciella hårtofsar. Näbbdjur lever väsentligen ensamma i var sitt avsnitt av floden, med sporadiska möten med andra individer av samma art främst under parningssäsongen.
Individer av båda kön blir könsmogna efter två år. Vanligen sker den första framgångsrika parningen för honor när de är fyra år gamla. Vilda individer blir upp till 12 år gamla. Enligt en annan källa är näbbdjurens genomsnittliga livslängd uppskattningsvis 20 år. Flera ungar dör av stress under tider med torka. Svampar av släktet Mucor påverkar näbbdjuren negativt. Utvecklingen av svampsjukdomen ska enligt IUCN granskas.

## Hot och status
Näbbdjuret saknade ursprungligen naturliga fiender, men jagas ibland av inplanterad räv och andra mindre däggdjur. Under historien jagades arten för pälsens och hudens skull. Andra hot mot djuret är miljöförstöring och annan mänsklig påverkan (som bland annat resulterar i brist på naturliga, orörda flodbankar, och torrperioder). Näbbdjuret är idag fridlyst men jagades fram till början av 1900-talet för sin täta päls. Köttet sägs dock smaka illa. Arten anses "vanlig men sårbar". IUCN listar arten som nära hotad (NT).
I undantagsfall kan ungar falla offer för östlig flodabborre, kilstjärtsörn och sydafrikansk pälssäl. Ixodes ornithorhynchi är en fästing som lever på näbbdjurets hud. Den överför blodsjukdomen Theileria ornithorhynchi.
I utbredningsområdet inrättades flera nationalparker. Övervakningen av illegal jakt är däremot bristfällig. Populationer som är isolerade bör enligt IUCN undersökas intensivare. Återinföring i regioner där arten försvann under historien sker endast i ett vattendrag. Hos några populationer upptäcktes bakterier som orsakar Leptospiros. De överfördes antagligen av nötkreatur. Året 2014 var inte känd om bakterierna har negativ påverkan på näbbdjuret.

## Taxonomi
Förutom det nu levande näbbdjuret listas flera utdöda arter i familjen Ornithorhynchidae. De fördelas på följande släkten:
- Monotrematum, från tidig paleocen, hittades i Argentina
- Obdurodon, från mellersta miocen, fossilet är ett komplett kranium.[6]
- Steropodon, från tidig krita, listas ibland i den egna familjen Steropodontidae
- Teinolophos, från tidig krita

I motsats till näbbdjuret hade dessa släkten sina tänder kvar. Arterna hade uppskattningsvis en större storlek.
De första medlemmar av familjen Ornithorhynchidae utvecklades för cirka 5 miljoner år sedan. Fossil hittades i Australien och i Patagonien i Sydamerika.
George Shaw valde ursprungligen släktnamnet Platypus för näbbdjuret som betyder platt fot. Senare upptäcktes att namnet brukades för ett släkte skalbaggar som Herbst beskrev 1793. Namnet Platypus blev sedan ett vanligt trivialnamn för arten i engelskspråkiga regioner.

## Näbbdjuret och människor
Australiens ursprungsbefolkning har olika namn för djuret som Mallingong, Boondaburra eller Tambreet.

### Europeeisk upptäcktshistoria
Artens vetenskapliga beskrivning utfördes 1799 av George Shaw efter en taxidermi och några teckningar som han fick av guvernör John Hunter. Över flera decennier diskuterades bland engelska, franska och tyska forskare om djuret är ett däggdjur eller inte. En annan fråga var, om arten lägger ägg eller inte, som inte löstes före 1884. I början beskrevs arten som mullvadsliknande.
Näbbdjurets levnadssätt är främst känt från markerade exemplar. De får antingen en tatuering på näbbens undersida eller ett band av rostfritt stål kring bakfoten. Andra individer utrustas med apparater som mäter kroppstemperaturen och rörelser. Näbbdjuret fångas för undersökningar med nät som måste kontrolleras med kort tidsavstånd för att undvika drunkning.

### Näbbdjur i fångenskap
Mellan 1936 och 1988 hölls 228 exemplar i djurparker i Australien. Av dessa överlevde 22,4 procent längre än ett år. Enligt en studie från 1991 överlevde av 15 individer tre mindre än ett år, fem mellan ett och fem år, sex mellan fem och tio år och en individ 21 år. En förklaring för dessa värden kom inte fram.

### I populärkultur
Näbbdjuret Perry är en återkommande rollfigur i det tecknade barnprogrammet Phineas & Ferb.
I avhandlingen Kant e l’ornitorinco (Kant och näbbdjuret) från 1997 tar Umberto Eco näbbdjuret som ett framstående exempel för ett kuriöst djur.
Den franska musikgruppen Orbital Platypus tog sitt namn efter djurets engelska namn (platypus) och utgav 2022 ett musikalbum med samma namn. På omslaget visas ett näbbdjur.